# Vera Brittain

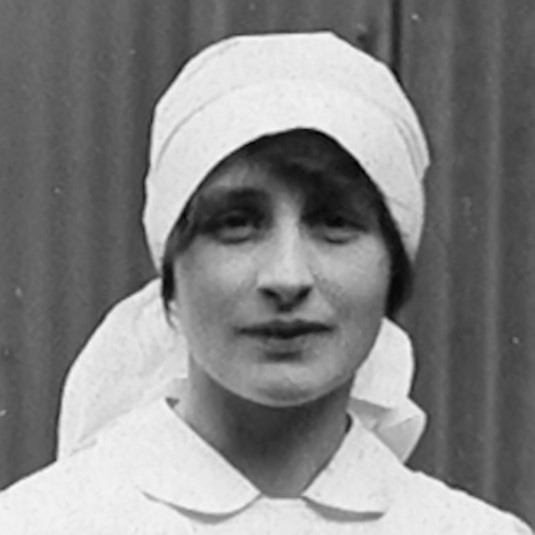
Vera Brittain (nach 1918)

Vera Mary Brittain (* 29. Dezember 1893 in Newcastle-under-Lyme; † 29. März 1970 in Wimbledon) war eine britische Schriftstellerin, Feministin und Pazifistin. Besonders bekannt wurde sie durch ihre erfolgreichen, 1933 veröffentlichten Memoiren Testament of Youth, in denen sie über ihre Erfahrungen während des Ersten Weltkriegs und ihren Wandel zur Pazifistin berichtet.

## Leben
Geboren wurde Brittain 1893 in Newcastle-under-Lyme als Tochter von Thomas Arthur Brittain (1864–1935) und dessen Frau Edith Mary, geb. Bervon (1868–1948), einer betuchten Familie, die Papierfabriken in Hanley und Cheddleton besaß. Sie durchlebte zusammen mit ihrem einzigen, jüngeren Bruder als engstem Vertrauten eine ruhige Kindheit. Im Alter von 18 Monaten zog sie mit ihrer Familie nach Macclesfield, mit 11 Jahren siedelte sie nach Buxton um. Mit 13 Jahren besuchte Brittain das Internat St Monica’s in Kingswood (Surrey), das ihre Tante leitete.
Den Abschluss ihres Studiums der englischen Literatur am Somerville College in Oxford verschob sie im Sommer 1915, um als Krankenschwester in der V.A.D (Voluntary Aid Detachment, dt.: Freiwillige Hilfsabteilung) am Ersten Weltkrieg teilzunehmen. Ihr Verlobter Roland Leighton, die beiden Freunde Victor Richardson und Geoffrey Thurlow sowie ihr Bruder Edward wurden allesamt während des Krieges getötet. Ihre gegenseitigen Briefe sind in dem Buch Letters from a Lost Generation dokumentiert.
Als sie nach Kriegsende für ein Geschichtsstudium nach Oxford zurückkehrte, fand Brittain es schwierig, sich dem Leben der Nachkriegsgeneration anzupassen. Zu dieser Zeit traf sie Winifred Holtby, eine Schriftstellerin und Journalistin, zu der sie eine enge Freundschaft entwickelte, die bis zu Holtbys Tod 1935 anhielt. Beide strebten danach, in der Londoner Literaturszene aufzusteigen.
Brittain heiratete 1925 den Politikwissenschaftler und Philosophen George Catlin (1896–1979). Ihr gemeinsamer Sohn John Edward Jocelyn Brittain Catlin (1927–1987) wurde später Maler, war Geschäftsmann und Autor der 1987 erschienenen Autobiographie Family Quartet. Die ebenfalls gemeinsame Tochter Shirley Williams (1930–2021) war Ministerin und Politikerin für die Liberal Democrats.
Vera Brittains erster Roman war The Dark Tide (1923). 1933 veröffentlichte sie Testament of Youth, gefolgt von den Fortsetzungen Testament of Friendship (1940) – mit der sie die Biografie Winifred Holtbys ehrte – und Testament of Experience (1957), die Fortführung ihrer eigenen Geschichte in den Jahren 1925 bis 1950. Brittain schrieb ihre Romane aus tiefem Herzen und verknüpfte viele davon mit tatsächlichen Erfahrungen und lebenden Personen. Ihr Roman Honourable Estate (1936) kann daher auch den Memoiren zugerechnet werden.
In den 1920er Jahren wurde sie regelmäßige Sprecherin für die League of Nations Union, eine britische Organisation des Völkerbundes. Im Juni 1936 aber wurde sie eingeladen, eine Rede bei einer Friedenskundgebung in Dorchester zu halten, an der auch der anglikale Kleriker Dick Sheppard, George Lansbury, der Dramatiker Laurence Housman und der Pazifist Donald Soper teilnahmen. Danach lud Sheppard sie ein, sich der britischen Friedensorganisation (Peace Pledge Union) anzuschließen, was sie nach sorgfältiger Überlegung im Januar 1937 tat. Im gleichen Jahr trat sie auch der anglikanischen Pazifistenbewegung (Anglican Pacifist Fellowship) bei. Ihr neu entdeckter Pazifismus wurde während des Zweiten Weltkriegs sichtbar, als sie die Reihe der Letters to Peacelovers begann.
Als praktizierende Pazifistin half sie bei der Kriegsführung, indem sie als Feuerwächter des zivilen Verteidigungsdienstes arbeitete und indem sie durch das Land reiste und Spenden für die Essenshilfe der Peace Pledge Union sammelte. Weil sie sich in ihrem Heft Massacre by Bombing (1944) gegen Flächenbombardements deutscher Städte aussprach, wurde sie verunglimpft. Ihre prinzipientreu pazifistische Einstellung wurde einigermaßen rehabilitiert, als sich 1945 herausstellte, dass ihr Name in der „Sonderfahndungsliste G. B.“ auftauchte. In dieser Liste wurden Personen aufgeführt, welche nach einer deutschen Invasion in Großbritannien unverzüglich zu verhaften seien.
Im November 1966 stürzte sie in einer schlecht beleuchteten Straße Londons auf dem Weg zu einer Rede. Sie hielt die Ansprache zwar noch, fand aber später heraus, dass sie sich ihren linken Arm und den kleinen Finger an der rechten Hand gebrochen hatte. Diese Verletzungen bildeten den Beginn eines physischen Verfalls, in dessen Folge sie immer verwirrter und verschlossener wurde.
Vera Brittain ist nie vollständig über den Tod ihres Bruders Edward hinweggekommen. In ihrem Testament verfügte sie, dass ihre Asche über Edwards Grab auf dem Asiago-Plateau in Italien verstreut werden sollte, „da fast 50 Jahre [lang] viel von meinem Leben auf diesem italienischen Dorffriedhof geblieben war“. Am 29. März 1970 starb sie in Wimbledon im Alter von 76 Jahren. Ihre Tochter erfüllte die Bitte ihrer Mutter im September 1970.

## Kulturelles Erbe und Ehrungen
Vera Brittain wurde 1979 in der Fernsehfassung von Testament of Youth auf BBC Two von Cheryl Campbell dargestellt. In Deutschland lief die fünf- bzw. sechsteilige Serie unter dem Titel Testament einer Jugend.

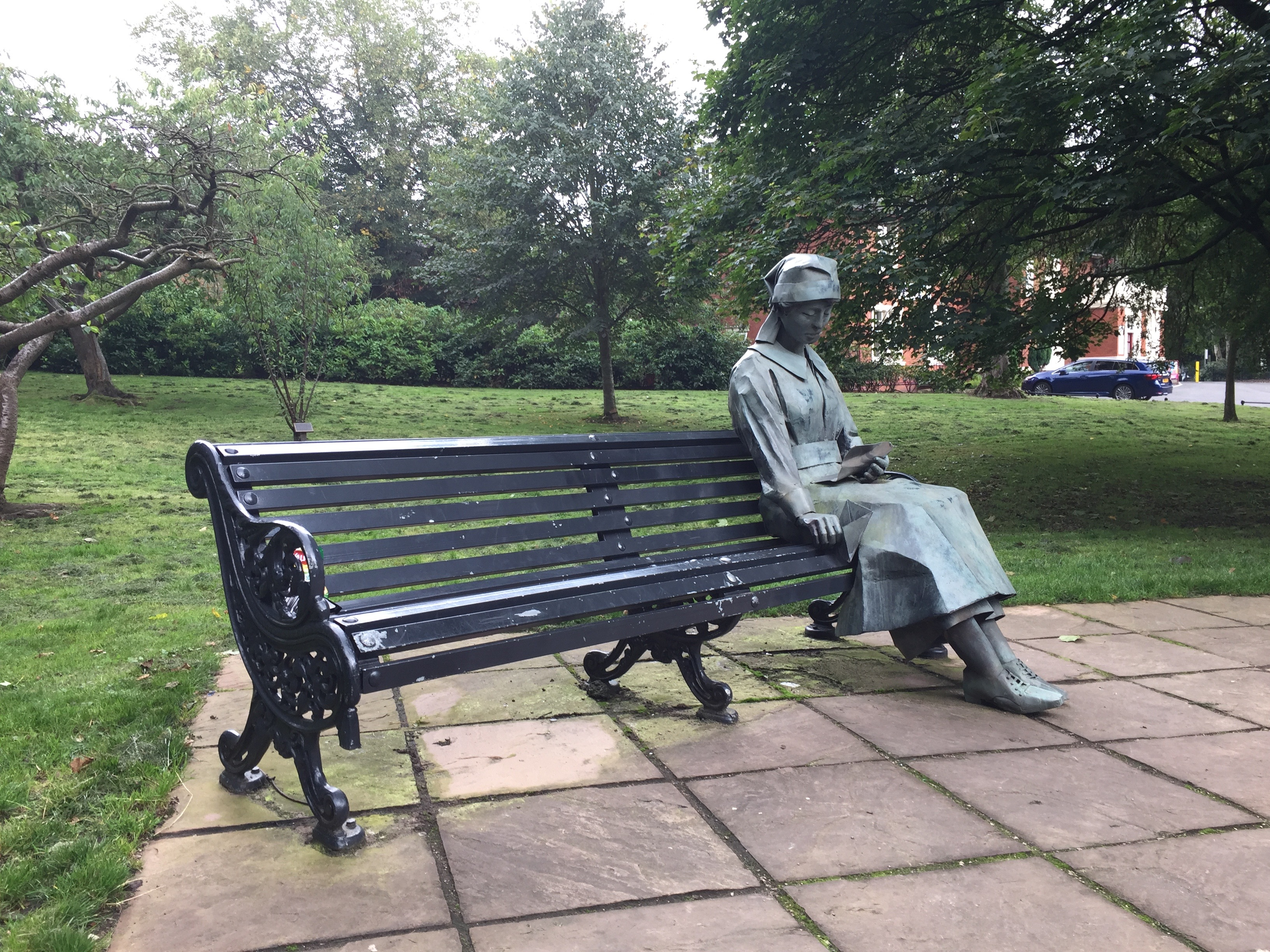
Newcastle under Lyme, Vera Brittain bench sculpture in Brampton Park

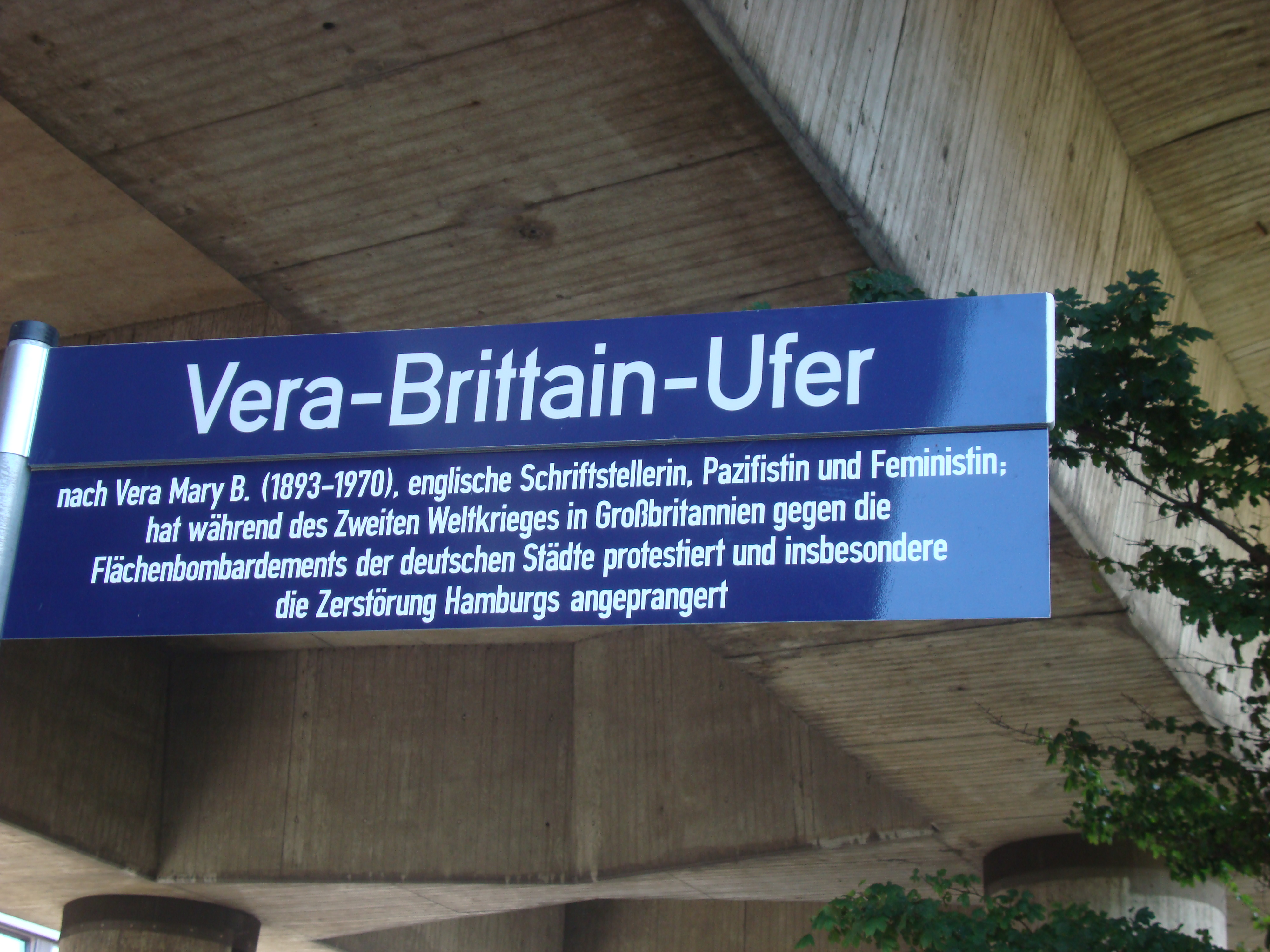
Vera-Brittain-Ufer in Hamburg

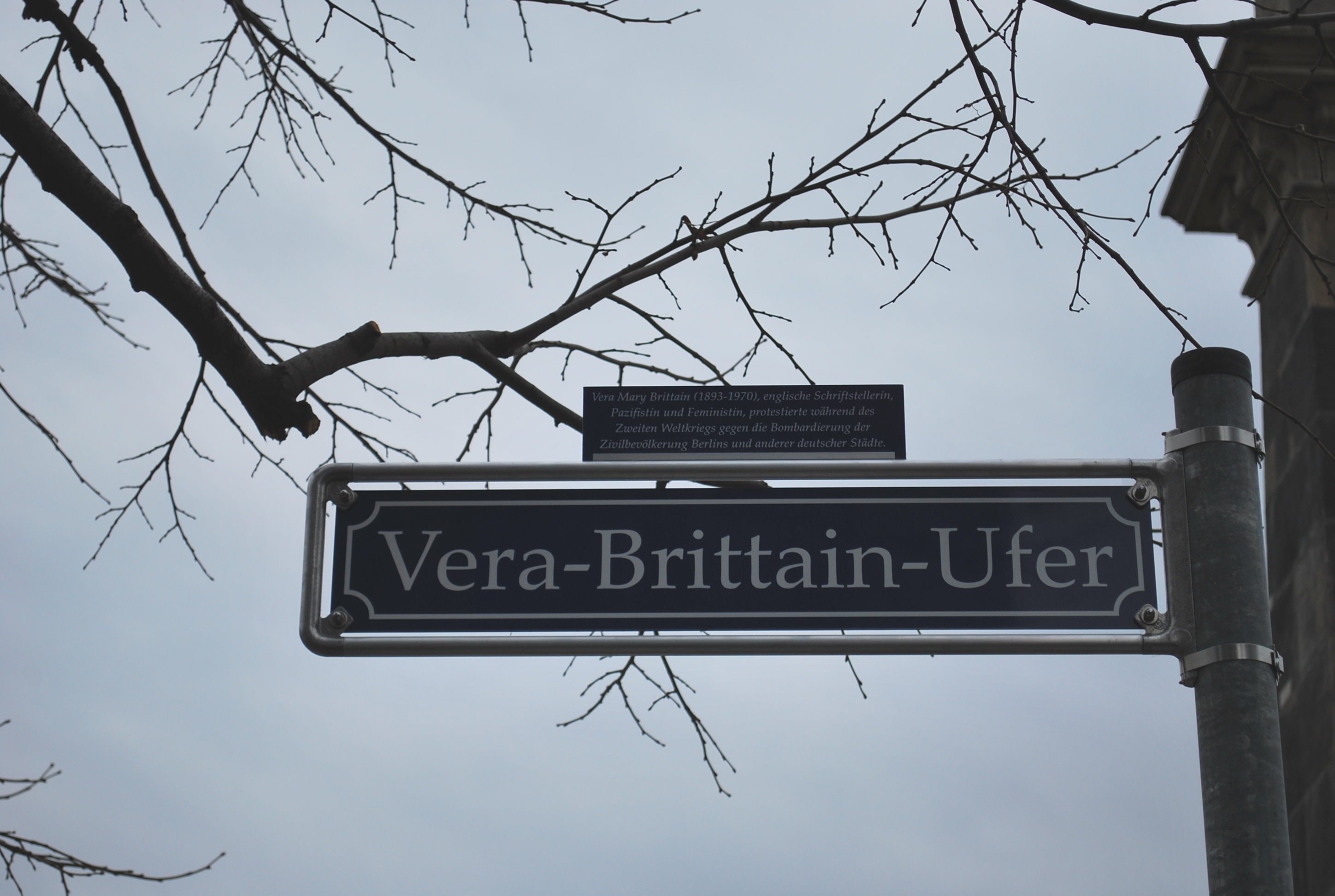
Vera-Brittain-Ufer in Berlin-Mitte

Der Liedermacher Sue Gilmurray, genau wie Brittain Mitglied der anglikanischen Pazifismusbewegung, schrieb ein Lied mit dem Titel „Vera“, mit dem er Brittains gedachte.
Im Jahr 1998 wurden Brittains Briefe aus dem Ersten Weltkrieg von Alan Bishop und Mark Bostridge bearbeitet und unter dem Titel Letters from a Lost Generation veröffentlicht. Sie wurden von Bostridge auch für BBC Radio 4 bearbeitet und mit Amanda Root und Rupert Graves vertont.
'Because You Died', eine neue Auswahl von Brittains Dichtung und Prosa zum Ersten Weltkrieg, bearbeitet von Mark Bostridge, wurde 2008 von Virago zum Gedenken an den 90. Jahrestag des Waffenstillstandes veröffentlicht.
Am 9. November 2008 strahlte BBC One eine einstündige Dokumentation über Brittain als Teil seines Remembrance Day-Programms aus. Durch die Sendung führte Jo Brand.
Im Februar 2009 wurde berichtet, dass BBC Films Brittains Memoiren Testament of Youth für das Kino bearbeitet.
Seit 2014 gibt es in Hamburg-Mitte ein „Vera-Brittain-Ufer“. Der Text auf dem entsprechenden Straßenschild lautet: „Vera-Brittain-Ufer: nach Vera Mary Brittain (1893–1970), englische Schriftstellerin, Pazifistin und Feministin; hat während des Zweiten Weltkriegs in Großbritannien gegen die Flächenbombardements der deutschen Städte protestiert und insbesondere die Zerstörung Hamburgs angeprangert“.
2014 wurde sie in dem Film Testament of Youth durch Alicia Vikander dargestellt.
2016 wurde in Berlin-Mitte als Teil der Spree-Promenade, gegenüber vom Berliner Dom, ein „Vera-Brittain-Ufer“ benannt. Auf einem – sehr kleinen – Zusatzschild liest man: „Vera Brittain […] protestierte während des Zweiten Weltkriegs gegen die Bombardierung der Zivilbevölkerung Berlins und anderer deutscher Städte“.

## Werke
- 1923 – The Dark Tide
- 1929 – Halcyon: Or, The Future of Monogamy
- 1933 – Testament of youth
- 1934 – Poems of the war and after. New York, Macmillan
- 1936 – Honourable estate. A novel of transition. New York, Macmillan
- 1938 – Thrice a stranger. New chapters of autobiography. London, Victor Gollanz
- 1940 – Testament of friendship, the story of Winifred Holtby. London, The Book Club
- 1941 – England's hour. New York, Macmillan
- 1943 – „One of these Little Ones…“, A Plea to Parents and Others for Europe’s Children
- 1944 – Massacre by Bombing
- 1945 – Above All Nations, zusammen mit George Catlin, Vorwort von Victor Gollancz
- 1948 – Born 1925, A novel of youth
- 1950 – In the steps of John Bunyan. An excursion into Puritan England. London, Rich and Cowan
- 1951 – Search after sunrise. London, Macmillan
- 1953 – Lady into woman. A history of women from Victoria to Elisabeth II. London, Dakers
- 1957 – Testament of experience. An autobiographical story of the years 1925-1950. London, Gollancz. Fortsetzung zum: Testament of youth, 1933
- 1960 – The women at Oxford : a fragment of history. London, Harrap
- 1963 – Pethick-Lawrence, A portrait. London, Allen & Uniwin
- 1968 – Radclyffe Hall. A Case of Obscenity?. New York, A.S. Barnes
- 1981 – Chronicle of youth, War diary 1913-1917. London, Gollancz
- 1986 – Chronicle of friendship. Diary of the Thirties, 1932-1939. London, Gollancz. Fortsetzung zum: Chronicle of youth, War diary 1913-1917, 1981
- 1989 – Diary 1939-1945. War time chronicle. London, Gollancz
- 1998 – Letters from a lost generation. The First World War letters of Vera Brittain and four friends: Roland Leighton, Edward Brittain, Victor Richardson, Geoffrey Thurlow. London, Little, Brown, ISBN 0-316-64664-4
- 2006 – One Voice: Pacifist Writings from the Second World War („Humiliation with Honour“ und „Seed of Chaos: What Mass Bombing Really Means“ mit einem Vorwort von Vera Brittains Tochter Shirley Williams)

## Biographien
- Vera Brittain: A Life, von Paul Berry und Mark Bostridge, Chatto & Windus, 1995, Pimlico, 1996, Virago 2001, 2008 ISBN 1-86049-872-8.
- Vera Brittain: A Feminist Life, von Deborah Gorham, University of Toronto Press, 2000. ISBN 0-8020-8339-0.